# Palazzo Malvezzi De’ Medici

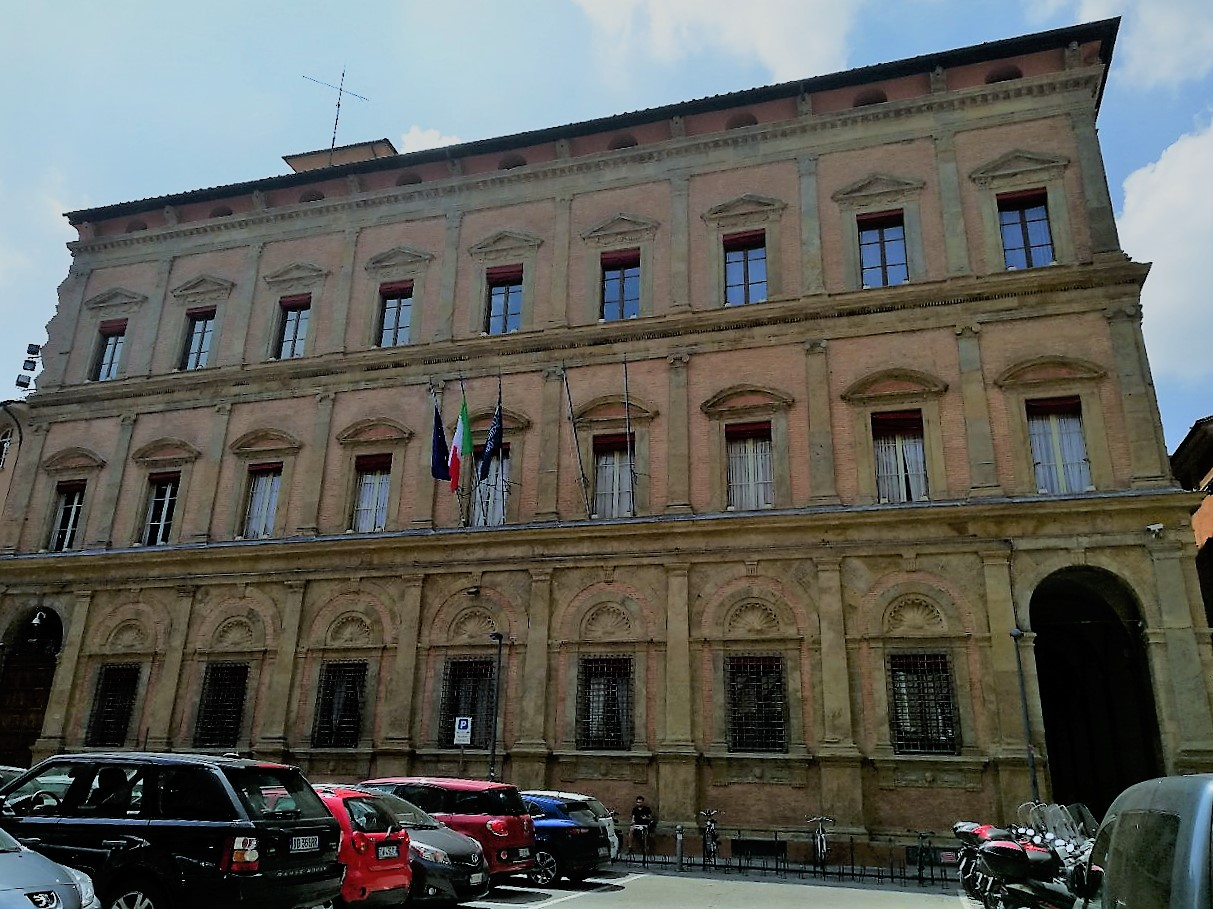
Palazzo Malvezzi De’ Medici

Der Palazzo Malvezzi De’ Medici, auch Palazzo Malvezzi genannt, ist ein Palast in Bologna in der italienischen Region Emilia-Romagna. Er liegt in der Via Zamboni 13 und ist heute Sitz der Metropolitanstadt Bologna.

## Geschichte und Beschreibung
Mit dem Bau des Palastes wurde 1560 begonnen, nachdem die Adelsfamilie Malvezzi den Architekten Bartolomeo Triachini mit der Planung des neuen Palastes beauftragt hatte. Ihre neue Residenz wurde auf einem großen Platz errichtet, auf dem vorher bereits Immobilien lagen, die in Besitz der Senatorenfamilie waren. 1590 war der Bau beendet.
Die Fassade des Palastes, die drei unterschiedliche Säulenordnungen zeigt, geht zur Via Zamboni hinaus und wurde durch die Enge dieser Gasse eingeschränkt; tatsächlich nannte man die Familie, die in dem Palast wohnte, „dal Portico Buio“ (dt.: von der dunklen Vorhalle).
Etliche Decken im Hauptgeschoss des Palastes wurden 1852 vom Maler Francesco Cocchi in Zusammenarbeit mit Andrea Pesci und Onorato Zanotti mit Fresken versehen.
1931 verkaufte Aldobrandino Malvezzi (1881–1961) den Palast an die Provinz Bologna.